# Centro de Baloncesto Dražen Petrović
El Centro de Baloncesto Dražen Petrović (en croata: Košarkaški centar Dražen Petrović) es un recinto cubierto en Zagreb, Croacia. Además, es la cancha de baloncesto profesional del club KK Cibona. El estadio tiene un aforo de 5400 personas.
El estadio fue construido en 1987, siendo usado en la Universiade de verano de 1987 y luego fue conocido como el Centro de Deportes Cibona. En 1993 fue rebautizado en honor del difunto exjugador de la NBA y del Salón de la Fama del baloncesto, Dražen Petrović, ex estrella del Cibona. Petrovic murió a principios de ese mismo año en un accidente de coche, poniendo fin a su gran carrera.
El Cardenal Franjo Kuharic organizó el primer concierto de Navidad en Cibona en 1989, y desde entonces se ha celebrado anualmente. 
Los artistas que han actuado en la sala incluyen a Michael Bolton, Boney M, Lepa Brena, James Brown, José Carreras, Joe Cocker, Bryan Ferry, Diana Krall, Muse, Nightwish, Dolor, Pet Shop Boys, P! Nk, Seal y Simple Minds , entre otros.

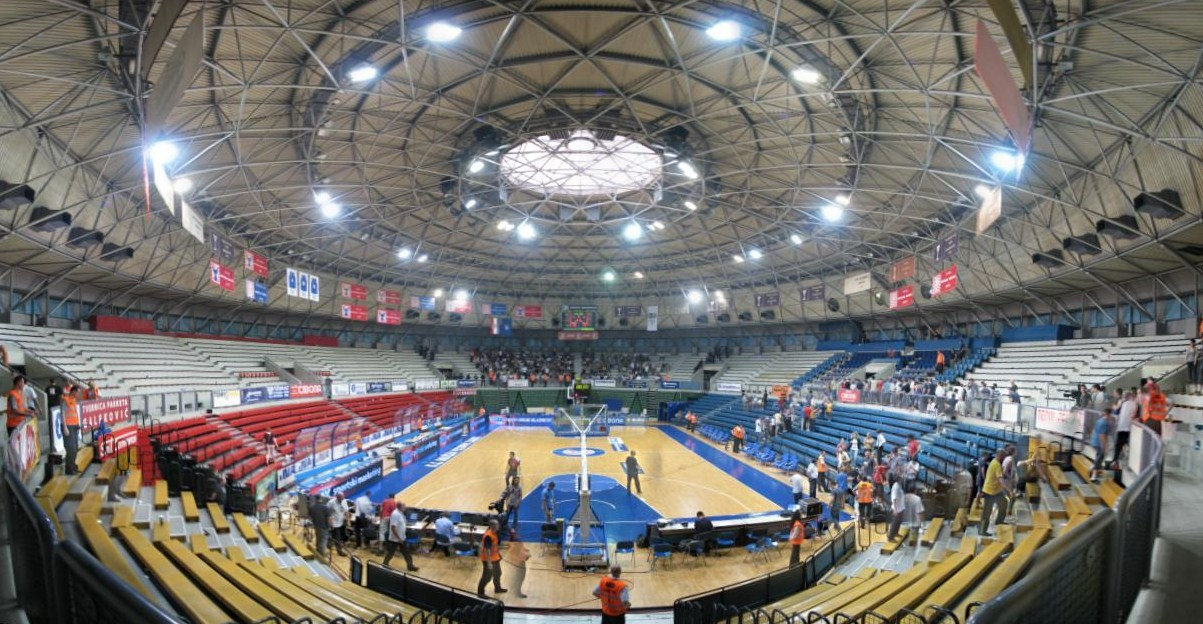